# Округ Сент Џонс (Флорида)
Сент Џонс (енгл. Saint Johns County) је округ у америчкој савезној држави Флорида. По попису из 2010. године број становника је 190.039.

## Демографија
Према попису становништва из 2010. у округу је живело 190.039 становника, што је 66.904 (54,3%) становника више него 2000. године.
| Група             | 2000.           | 2010.           |
| Белци             | 109.622 (89,0%) | 162.194 (85,3%) |
| Афроамериканци    | 7.744 (6,3%)    | 10.684 (5,6%)   |
| Азијати           | 1.172 (1,0%)    | 3.920 (2,1%)    |
| Хиспаноамериканци | 3.244 (2,6%)    | 9.972 (5,2%)    |
| Укупно            | 123.135         | 190.039         |